# نجات‌دهنده
نجات‌دهنده (صربی: Spasitelj) یک فیلم جنگی به کارگردانی پردراگ آنتونیه‌ویچ است که در سال ۱۹۹۸ منتشر شد. این فیلم دربارهٔ یک سرباز حرفه‌ای آمریکایی است که در جنگ بوسنی، یک زن بوسنیایی و نوزادش را همراهی کرده و آنها را به منطقهٔ امنِ سازمان ملل متحد می‌رساند.

## بازیگران
- دنیس کواید
- ناتاشا نیکوویچ
- ناستاسیا کینسکی
- استلان اسکاشگورد
- سرگی ترایفانوویچ